# Raw-foodisme

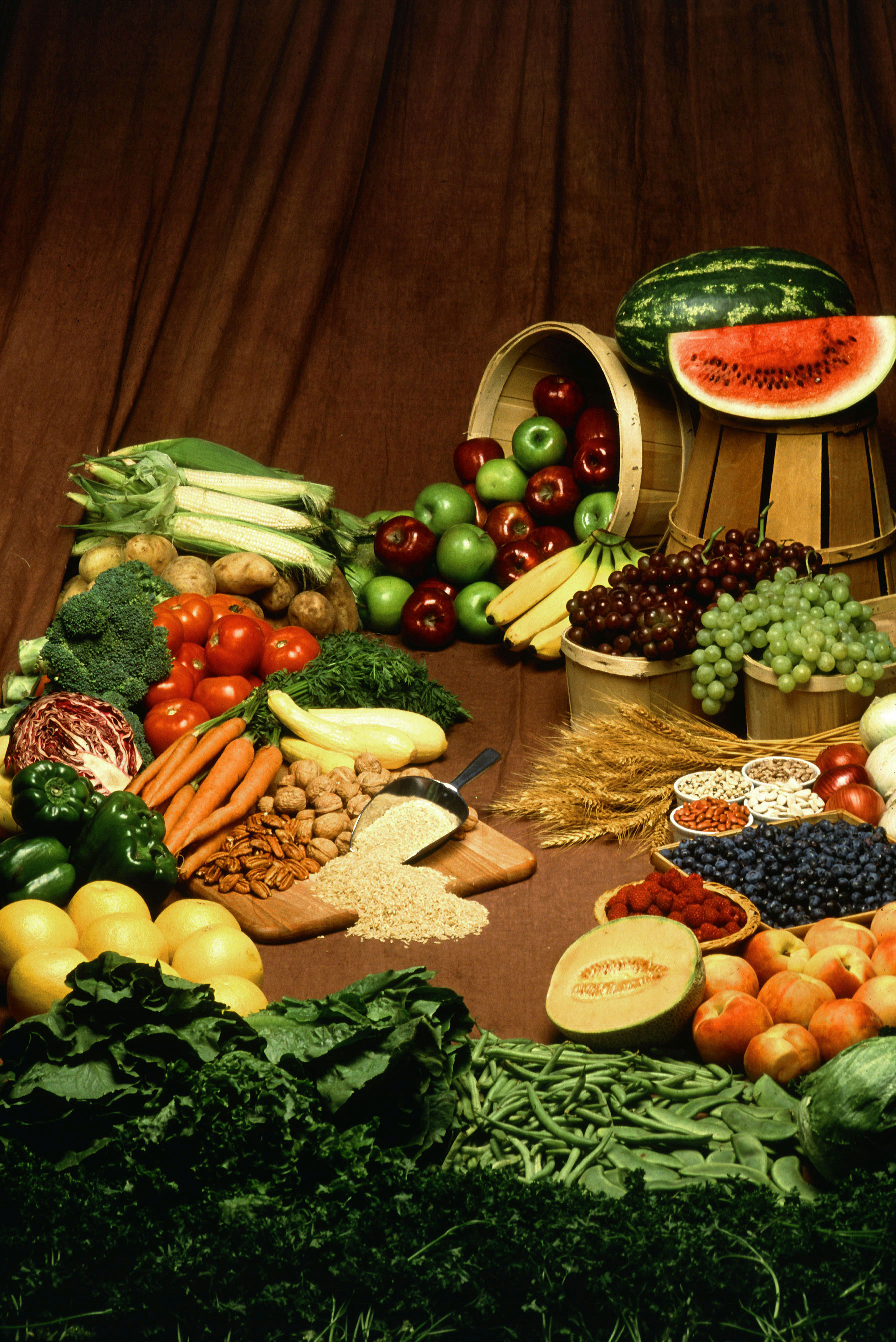
Fruit en bepaalde soorten groenten zijn voedingsmiddelen die zich goed lenen voor consumptie in rauwe staat

Raw-foodisme of crudivorisme is het principe dat men voedingsmiddelen enkel in hun natuurlijke "rauwe" gesteldheid gebruikt, en dus niet nadat zij eerst bereid zijn door middel van koken, bakken, braden, of enige andere vorm van verhitting.
Het woord ‘raw-foodisme’ is afgeleid van de Engelstalige term ‘raw food’, wat ‘rauw voedsel’ betekent. Als Nederlandse benaming van dit principe wordt wel de term "rauwarisme" gebezigd, terwijl aanhangers van het principe zich wel "rauwariërs" noemen. In het Engels heten ze "Raw fooders", of "Raw foodists". De term "crudivorisme" is een andere naam voor hetzelfde principe.
Overigens wordt de desbetreffende voeding ook vaak aangeduid met de naam 'living food', oftewel "levend voedsel". Hiermee wordt dan bedoeld, dat de vele microben, die zich van nature in de gebezigde voedingsmiddelen bevinden, niet door verhitting gedood zijn bij de bereiding, maar zijn blijven leven, zodat zij na de consumptie van het voedsel hun functie bij onder andere de spijsvertering ten volle kunnen uitoefenen.
Veelal wordt ook het vermijden van kunstmatige toevoegingen geacht begrepen te zijn in het nuttigen van enkel rauw voedsel. Een aantal ervan, zoals de conserveermiddelen zout en azijn, worden toegevoegd om net als bij verhitting microben in voedingsmiddelen te doden.

## Onverhit voedsel
Als door het raw-foodisme vermeden vormen van voedselverhitting kunnen onder andere genoemd worden:
- koken
- stomen
- bakken
- braden
- grillen/roosteren
- frituren
- wokken/roerbakken
- verhitten in een magnetron

Verwarmen van voedsel tot ten hoogste 38°C (lichaamstemperatuur) wordt niet als verhitten beschouwd, zodat dit in het raw-foodisme tot de mogelijkheden behoort.
Voor een dergelijke verwarming kan gebruikgemaakt worden van een "dehydrator", waarin met name fruit en groente tot maximaal 40 graden Celsius worden verwarmd en gedroogd.

## Rauw eetbare voedingsmiddelen

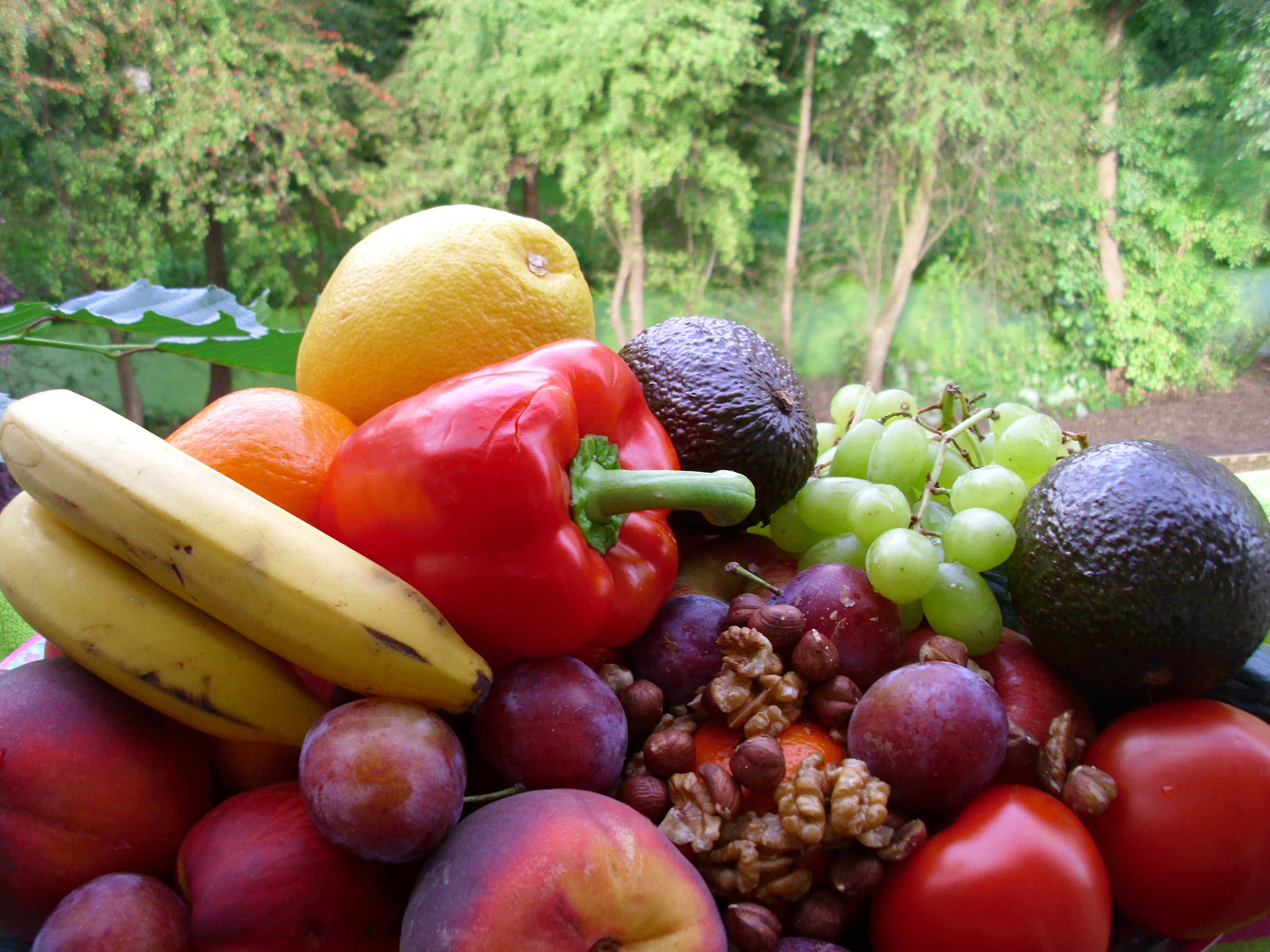
Diverse soorten vruchten die rauw eetbaar zijn

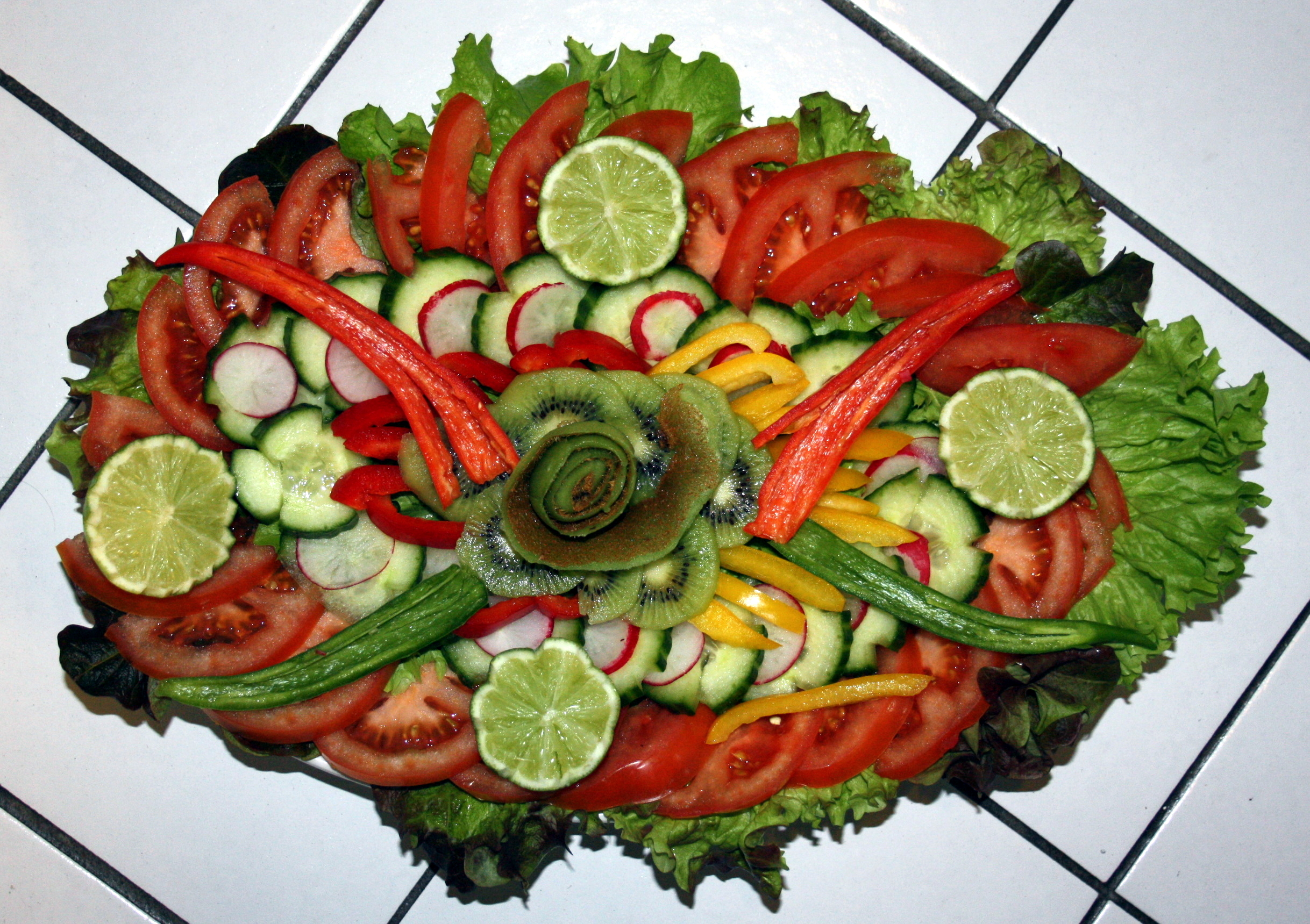
Rauwkostsalade

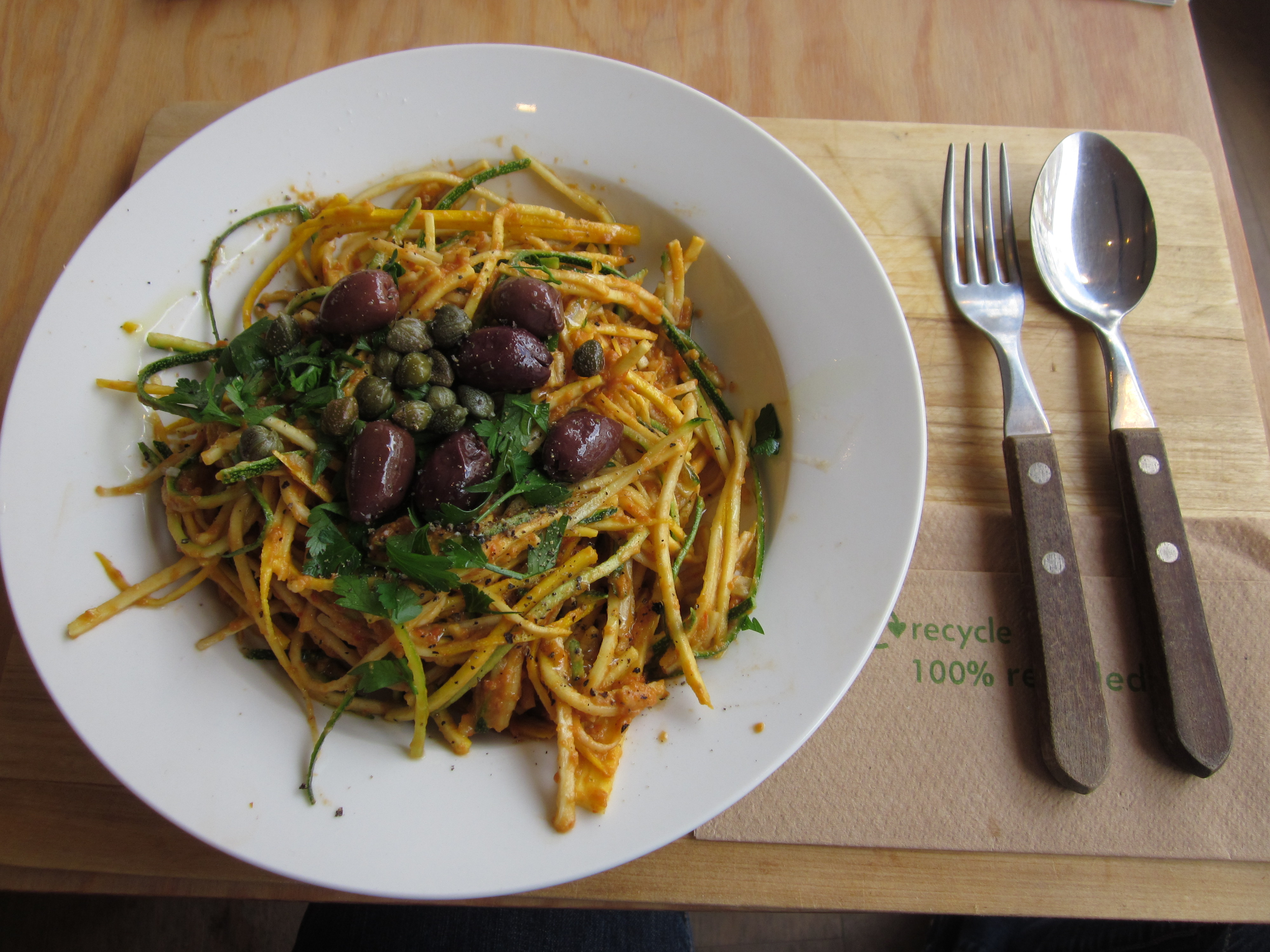
Spaghetti, gemaakt van sliertjes courgette

- Fruit; oftewel alle soorten eetbare plantenvruchten die zoet of zuur van smaak zijn.

- Groenten; dit kunnen zijn:
  - vruchtgroenten (eetbare plantenvruchten die niet zoet of zuur van smaak zijn), zoals tomaten, paprika's, avocado's, komkommers, augurken, enz.
  - bladgroenten; bijvoorbeeld sla, andijvie, spinazie, prei, enz.; de meeste soorten hiervan zijn puur niet of nauwelijks rauw eetbaar, maar wel als ingrediënt van salades.
  - stengelgroenten (bijvoorbeeld rabarber)
  - wortelgroenten (bijv. penen, bietjes, radijsjes, knolselderij, enz.)
  - kiemgroente; voorbeelden van veelgebruikte kiemen zijn alfalfa, taugé, tuinkers, broccoli- en radijskiemen. Vaak worden hiervan smoothies gemaakt met behulp van een blender, juicer of sapcentrifuge
  - tarwegras geperst tot tarwegrassap
  - zeewier
- Noten, zaden, pitten en granen; ter bevordering van de eetbaarheid en de vertering worden bepaalde noten, pitten, zaden en granen soms eerst in water geweekt, of genuttigd in combinatie met waterrijke vruchten.
- Dierlijke producten; strikt genomen omvat het raw-foodisme ook het consumeren van rauwe dierlijke producten zoals rauw vlees (o.a. tartaar), ongekookte dierlijke melk en rauwe eieren. Weliswaar zijn raw-fooders veelal tevens vegetariër, veganist of fruitariër, maar dat neemt niet weg dat het raw-foodisme in wezen de consumptie van álle soorten rauw voedsel betreft.

## Diverse varianten van raw-foodisme
Zoals zich ook voordoet bij andere alternatieve voedingsprincipes, kent het raw-foodisme meerdere varianten.
- Allereerst is er de basisvariant, die inhoudt dat men als omnivoor ('alleseter) dat alles (inclusief dierlijke melk, eieren, vis, gevogelte, vlees en groenten) enkel onbewerkt, oftewel rauw tot zich neemt.
- Vaak stelt men hierbij als extra eis dat deze producten zo veel mogelijk afkomstig zijn uit de biologische landbouw.
- Vegetariërs, veganisten, fruitariërs en aanhangers van nog andere alternatieve voedingsprincipes stellen zichzelf in menig geval als extra eis, dat hetgeen zij eten, zo veel mogelijk zijn natuurlijke vorm en/of samenstelling heeft en met name deze laatste derhalve niet door toedoen van verhitting veranderd is. Zij worden dan aangeduid als "rauw-vegetariërs", "rauw-veganisten" en "rauw-fruitariërs".
- "Vivisten" zijn per definitie tevens rauwariër, omdat zij naast het leven en welzijn van mensen, dieren en planten ook dat van microben respecteren en deze bij verhitting van voedsel in groten getale het leven laten.
- Uiteraard komen ook combinaties van dit soort varianten voor; zo zullen "rauw vegetariërs enz." vaak tevens de eis stellen, dat hun voedsel zo veel mogelijk biologisch geteeld is.

## Diëtaire en gezondheidsaspecten van het rauwvoedsel-patroon
Over de gezondheidsaspecten van het het rauwvoedsel-patroon bestaat nogal wat discussie. De wetenschappelijke consensus is dat het 100% naleven van het raw-foodisme kan leiden tot een tekort aan essentiële voedingstoffen, met name vitamine B12, calcium en organisch ijzer omdat deze doorgaans verkregen worden uit dierlijke voedingsmiddelen, die echter rauw nauwelijks of niet eetbaar zijn, zodat rauw-eters er grotendeels van afzien. Ook zou een en ander kunnen leiden tot ondergewicht, ontregeling van de menstruatiecyclus en tandbederf. Om deze redenen raadt het Voedingscentrum af om 100% rauw te eten. Er wordt geadviseerd ten minste 25% gekookt voedsel te eten. Zo zijn er wetenschappers als Richard Wrangham (in zijn recente boek 'Koken') die beweren dat de (oer)mens al bijna twee miljoen jaar hun voedsel verhitten met vuur. Door het voedsel te koken worden bepaalde voedingsstoffen juist weer beter opgenomen.
Desondanks is inmiddels met name ook in kringen van rauwariërs bekend dat er rauw eetbare plantenzaden zijn, die zelfs meerdere malen zo veel calcium bevatten als volle melk; de zaadjes van de chia plant bijvoorbeeld bevatten 6 maal zoveel calcium. Echter hoeveel van deze calcium wordt opgenomen is niet bekend.
Wat het vitamine B12-probleem betreft is er altijd de mogelijkheid van aanvulling met vitaminepillen, maar ook is het zo dat men B12-vitaminen kan opdoen door ecologisch geteeld plantaardig voedsel rauw en bij voorkeur ongewassen c.q. ongeschild te gebruiken, omdat dan de kans groot is, dat men veel B12-vitaminen bevattende, volkomen natuurlijke excretie-producten van insecten mee binnenkrijgt.
In dit verband is tevens van belang dat men ervoor zorgt zo weinig mogelijk stoffen binnen te krijgen waarvan bekend is dat zij een microbe- en dus ook vitaminedodende werking hebben; als zodanig kunnen genoemd worden zout, azijn, inlegzuur en alcohol. Met name voor de rauwariërs die hun voedsel toch al zo natuurlijk mogelijk, en dus zonder toevoegingen, gebruiken, is dit geen enkel probleem.

### Geclaimde gezondheidsvoordelen van rauwvoeding
- Bij bakken, roosteren en frituren kunnen polycyclische aromatische koolwaterstoffen (PAK's) ontstaan, dit zou kanker veroorzaken.[7].
- Bij verhitten van zetmeelrijke producten ontstaat acrylamide, dit zou schadelijk zijn.
- Ook ontstaan bij verhitten schadelijke stoffen door Maillardreacties. Levensmiddelentechnologen willen deze reacties graag laten optreden omdat de producten die bij deze reacties ontstaan verantwoordelijk zijn voor de bruinkleuring van bijvoorbeeld brood en gebak, bier, chocolade en koffie; en ook een aangename smaak tot gevolg hebben. In (en buiten) het lichaam worden deze stoffen (via Schiffse basen en amadoriproducten) ten slotte omgezet in advanced glycation end products (AGE's). AGE's worden ervan verdacht belangrijke factoren te zijn bij cardiovasculaire aandoeningen en diabetes.
- Door het harden van plantaardige oliën ontstaan transvetzuren. Een hoge inname van lichaamsvreemde transvetzuren verhoogt het risico op hart- en vaatziekten.
- De aanhangers van het rauwvoedseldieet veronderstellen dat tijdens de miljoenen jaren van de evolutie het menselijk genoom volledig geschikt is geraakt aan het verwerken van het voedsel dat de paleolithische mens at. Sinds de mens ongeveer 10.000 jaar geleden begon met het domesticeren van dieren, het eten van deze gedomesticeerde dieren en het verbouwen van landbouwvoedsel is het voedingspatroon anders geworden: onder andere minder voedingsvezels en proteïnen, meer snelle koolhydraten en een duidelijk andere verhouding tussen omega 3-vetzuren en omega 6-vetzuren.[8] Volgens aanhangers van het raw-foodisme heeft het genoom van de mens zich onvoldoende kunnen aanpassen aan het veranderde dieet waardoor het lichaam niet goed in staat zou zijn om te gaan met de stoffen die bij verhitten van voedsel ontstaan (door Maillardreactie). Dit zou aan de basis liggen van chronische degeneratieve aandoeningen. Hoewel er overeenkomsten zijn, is het rauwvoedseldieet niet hetzelfde als het wetenschappelijk onderbouwde paleo dieet (zie Paleolithic diet).
- Bij verhitten van vetten van onverzadigde oliën ontstaan vetzuurperoxides en transvetzuren, een gevolg van het kapotmaken van de onverzadigde (dubbele) bindingen door vrije radicalen.[9]
- Bij verhitting boven de 40 graden Celsius worden sommige vitaminen en vooral enzymen vernietigd door de hitte van het kookproces. Dientengevolge dienen de functies, die zij hebben bij de verwerking van het voedsel overgenomen te worden door in het lichaam aanwezige vitaminen en enzymen, met als gevolg, dat deze niet langer hun taak in het afweersysteem kunnen uitoefenen, waardoor men meer vatbaar wordt voor ziektes, terwijl ook het verouderingsproces aanmerkelijk versnelt.[10]
- Cholesterolspiegels. Een onderzoek uit 2005 toonde aan dat mensen met een voedingspatroon dat voor 70–100% bestaat uit (gekiemde) groenten, fruit, zaden, pitten en noten, een lager totaalcholesterol en minder triglyceriden hebben dan mensen met een gemiddeld dieet.[11]
- Rauw (biologisch) voedsel is beter voor het milieu omdat er geen energie nodig is voor de bereiding, en wat beter is voor het milieu is over het algemeen gesproken, per saldo, ook beter voor de lichamelijke en geestelijke gezondheid.

### Mogelijke gezondheidsnadelen of -risico's
- Bij een grote studie van langdurige gebruikers van rauw voedsel in Duitsland werd een aanzienlijk ondergewicht vastgesteld en het uitblijven van de menstruatie bij vrouwen. Aangezien deze raw-foodaanhangers geen schaarste kennen en gebruik kunnen maken van de nieuwste moderne technieken om rauw voedsel goed te gebruiken is het te betwijfelen of de menselijke jager-verzamelaar uit de oertijd op volledig rauw voedsel zou kunnen overleven.[1]
- Bij een rawfooddieet werd meer tandbederf en botontkalking geconstateerd.[2]
- Bij het eten van rauw dierlijk voedsel bestaat een aanmerkelijk risico op voedselinfectie door ziektekiemen.
- Carotenoïden worden na verhitting beter opgenomen. Door verhitting worden de celwanden afgebroken waardoor de carotenoïden vrijkomen. Zo wordt lycopeen uit rauwe tomaten veel beter opgenomen in de vorm van tomatenpuree of gebakken/verhitte tomaten. Bètacaroteen, ofwel provitamine A, wordt veel beter opgenomen uit gekookte wortelen dan uit rauwe wortelen.[12] Niettemin hebben mensen die langdurig strikt volgens de rawfoodregels hebben gegeten gunstige bètacaroteenspiegels in hun bloed.[13]
- Sommige rauwe voedingsmiddelen bevatten van nature hoge concentraties giftige stoffen. Zo bevatten rauwe peulvruchten lectinen en onbewerkte cassave het giftige blauwzuur in de vorm van glycosiden. Champignons bevatten agaritine, een stof waarvan men denkt dat ze kankerverwekkend is. Deze schadelijke stoffen worden door koken of bakken grotendeels afgebroken.

## Aanhang
Het raw-foodisme kent een beperkte aanhang; begin 2008 waren er wereldwijd 71 raw-foodrestaurants; omstreeks 1996 zouden dat er nog maar twee zijn geweest. In Nederland zijn enkele raw-foodrestaurants beschikbaar.

## Geschiedenis
Dr. Bircher Benner (1867–1939), oprichter van een rauwkostsanatorium in Zwitserland, hechtte veel belang aan rauwkost en beweerde dat levensenergie door de zon via de planten wordt geleverd.
De Deense arts Kirstine Nolfi (1881–1957) vertelt in haar boek Levende føde (1944, vertaling: Levend voedsel, 1950) haar ervaringen met rauw voedsel. Door te kiezen voor rauw voedsel zou zij volgens eigen zeggen zichzelf genezen hebben van borstkanker. Daarna richtte zij een sanatorium op, waarin zij mensen met ernstige ziekten behandelde met rauw voedsel en andere natuurlijke therapieën.
Dr. Ann Wigmore (1909–1994) was de oprichtster van het Natural Health Institute in Puerto Rico en heeft diverse boeken over levend voedsel geschreven. Recenter zijn David Wolfe en Stephen Arlin propagandisten van raw food.